# (207935) 2009 AF
(207935) 2009 AF es un asteroide perteneciente al cinturón de asteroides, descubierto el 1 de enero de 2009 por Andrew Lowe desde el iTelescope Observatory (Mayhill), Mayhill (Nuevo México), Estados Unidos.

## Designación y nombre
Designado provisionalmente como 2009 AF.

## Características orbitales
2009 AF está situado a una distancia media del Sol de 2,425 ua, pudiendo alejarse hasta 2,725 ua y acercarse hasta 2,124 ua. Su excentricidad es 0,123 y la inclinación orbital 7,714 grados. Emplea 1379 días en completar una órbita alrededor del Sol.

## Características físicas
La magnitud absoluta de 2009 AF es 16,5.